# Шварценбах-ан-дер-Заале
Шварценбах-ан-дер-Заале (нім. Schwarzenbach an der Saale) — місто в Німеччині, розташоване в землі Баварія. Підпорядковується адміністративному округу Верхня Франконія. Входить до складу району Гоф.
Площа — 55,10 км2. Населення становить 6865 ос. (станом на 31 грудня 2020).